# Sættedammen
Sættedammen er verdens første boligområde der er bygget som bofællesskab. Bebyggelsen er beliggende i Ny Hammersholt, 3 km syd for Hillerød.

## Tilblivelse
I 1967 skrev Bodil Graae en kronik i Politiken ved navn Børn skal have hundrede forældre. Her opfordrede hun mennesker der kunne være intresserede i at danne et boligkollektiv til at kontakte hende, hvilket mange gjorde. Dette kom til at markere startsskudet på en lang proces, som kom til at bevæge sig langt fra sit udspring. Omfattende dialog og mødeaktivitet førte frem til dannelsen af et projekt, som i løbet af 1972 blev klar til indflytning.

## Byggeri
Byggeriet Sættedammen er tegnet af arkitekterne Theo Bjerg og Palle Dyreborg, og består af 27 selvstændige boliger, et stort fælleshus, samt fællesområder. Grundtanken var at byggeriet skulle være rationelt, baseret på industrialiseringens muligheder, og samtidig kunne skabe hensyn til individuelle løsninger. Byggeriet har vist sig at være meget fleksibelt, og har udviklet sig en hel del siden tilblivelsen.

## Miljø
Fælleshus og fælles faciliteter danner rammer for en lang række fælles aktiviteter. Den vigtigste af disse er sandsynligvis fællesspisningen, som alle beboere deltager i 1-5 gange pr uge. Alle systemer og aftaler mellem beboerne er udformet efter princippet om at der ikke skal være penge mellem bofæller. Af andre aktiviteter kan nævnes dyrehold, fester og avisen Sætteposten, som er udkommet hver 14. dag siden 1970.

## Indflydelse
Sættedammen var det første realiserede bofællesskab, og fik i starten stor opmærksomhed. Andre projekter fulgte snart efter, og i dag er der sandsynligvis tusindvis af sammenlignelige bofællesskaber, spredt over hele verden. Se f.eks Lange Eng, som er et moderne sammenligneligt byggeri i Albertslund.